# Desa Tejo (administrativ by i Indonesien, lat -7,57, long 112,31)
Desa Tejo är en administrativ by i Indonesien.   Den ligger i provinsen Jawa Timur, i den västra delen av landet, 600 km öster om huvudstaden Jakarta.